# Bollmaniulus spenceri
Bollmaniulus spenceri är en mångfotingart som först beskrevs av Chamberlin 1951.  Bollmaniulus spenceri ingår i släktet Bollmaniulus och familjen Parajulidae. Inga underarter finns listade i Catalogue of Life.